# Pockau (Pockau-Lengefeld)
Pockau – dzielnica miasta Pockau-Lengefeld w Niemczech, w kraju związkowym Saksonia, w powiecie Erzgebirgskreis. Do 31 grudnia 2013 samodzielna gmina. Do 29 lutego 2012 należało do okręgu administracyjnego Chemnitz.